# Лоцманов, Юрий Александрович
Юрий Александрович Лоцманов (10 октября 1927, Ош, Киргизская АССР, РСФСР, СССР  — 11 июня 2016, Саратов, Российская Федерация) — советский и российский врач-отоларинголог, ректор Башкирского государственного медицинского университета (1973—1982), доктор медицинских наук, профессор.

## Биография
Родился в семье медицинских работников.
В 1950 году окончил Куйбышевский медицинский институт.
С 1950 по 1973 годы работал в клинике оториноларингологии Куйбышевского медицинского института, где прошел путь от клинического ординатора до доцента.
В 1960 году — защитил кандидатскую диссертацию, тема: «К вопросу о рецидивах рака гортани». В 1970 году — защитил докторскую диссертацию, тема: «Клиника и лечение рецидивов рака гортани и глотки».В 1975 году ему было присвоено учёное звание профессора.
С 1973 по 1982 годы — ректор Башкирского мединститута, одновременно с 1977 года — заведующий кафедрой ЛОР‑болезней санитарно‑гигиенического и стоматологических факультетов.
С 1983 года —  в Саратовском государственном медицинском университете: до 1991 года — заведующий кафедрой оториноларингологии лечебного факультета, с 1991 по 1996 год — объединенной кафедрой оториноларингологии имени Н. П. Симановского, с 1996 года — профессор кафедры.
Избирался членом правления Всероссийского общества оториноларингологов, членом проблемной учебно-методической комиссии по оториноларингологии МЗ России, членом межведомственного научного Совета по оториноларингологии и логопатологии МЗ РФ и РАМН.
В последние годы работы в Самаре сотрудничал с академиком РАМН Игорем Борисовичем Солдатовым.

## Научная и общественная деятельность
Научная и практическая деятельность в области лор-онкологии.
Работая в Саратове обосновал и ввел в практику немедикоментозные методы лечения заболеваний ЛОР-органов, такие как аутогено-, магнито-, УЗ-, УФО-лазеротерапия, а также лимфотропная терапия острых и хронических заболеваний глотки.
Разработал способы лечения аденоидита у детей, вазомоторных ринита и риносинусита, хронического тонзиллита.
Под его руководством защищено 6 кандидатских и 1 докторская диссертация.
Автор 107 научных работ и 7 изобретений.
С 1958 года участвовал во всех всесоюзных, а затем российских съездах оториноларингологов, избирался членом правления Всероссийского общества оториноларингологов, членом проблемной учебно-методической комиссии по оториноларингологии Министерства здравоохранения России, членом межведомственного научного Совета по оториноларингологии и логопатологии МЗ РФ и РАМН.

## Награды
- Орден «Знак Почёта» (1981)
- две медали
- Знак «Отличнику здравоохранения»
- Знак «Изобретатель СССР»